# Molophilus (Austromolophilus) laoonana
Molophilus (Austromolophilus) laoonana is een tweevleugelige uit de familie steltmuggen (Limoniidae). De soort komt voor in het Australaziatisch gebied.